# Official Dreamcast Magazine (brit)
Az Official Dreamcast Magazine egy videójátékokkal foglalkozó magazin volt, amit a Dennis Publishing adott ki az Egyesült Királyságban 1999 és 2000 között. A magazinban Dreamcast játékokkal kapcsolatos hírek, előzetesek és tesztek találhatóak meg. Az újságnál volt a hivatalos Dreamcast magazin licence az Egyesült Királyságban és a legtöbb lapszámhoz mellékeltek DreamOn demo lemezt is. A magazin bizonyos számaihoz mellékelték a Sega Swirl és a Planet Ring videójátékok teljes verzióját. Az újság Dreamcasthoz kötődő divat rovatot is működtetett, de ezt a későbbi számokban mellőzték.
A magazin havonta, majd kéthavonta jelent meg; mivel nem tudtak elég anyagot összegyűjteni a demo lemezek megtöltéséhez.

## Lásd még
- DC-UK

## Külső hivatkozások
- Az Official Dreamcast Magazine cikke a Dreamcast Scene weboldalán